# 션이슬로
션이슬로(Sean2Slow, 본명: 정우섭, 1974년 2월 22일 ~ )는 대한민국의 래퍼이다. 아직까지 자신의 앨범을 내지 않았으며, 다른 가수들의 곡에 참여하는 방식으로 활동하고 있다.
처음 앨범 참여는 1999년 10월 Truthon라는 이름으로 윤희중의 1집 음반 《3534》의 수록곡인 2년 6개월의 기도에 참여하였다. 2개월 뒤 2000 대한민국 (신나라) 앨범에서 Sean 2라는 이름으로 주목받기 시작하였다.
2008년 4월 26일 8살 연하의 요리강사 장수경과 결혼하였으며, 이날 축가는 같은 무브먼트의 멤버인 바비 킴이 맡았다.
10년 넘게 활동해 왔는데, 대부분이 피쳐링이고 정규 앨범은 한 장도 나오지 않아 팬들의 아쉬움을 사고있다.
현재는 Beyond Starz라는 녹음실을 운영중이며,2012년에는 한국힙합 1세대들이 모여 만든 크루인 불한당의 창립 멤버가 되었다.

## 참여곡
- 2년 6개월의 기도 - 윤희중
- 991215011347 - 2000 대한민국 (신나라)
- Moment Of Truth - 2001 대한민국
- 선문답2 - YDG
- Everyday - BMK
- 사자성어 (四者聖語) - Buga Kingz
- 대한늬우스 - 리쌍
- 화가(火歌) - 리쌍
- 투혼 - 리쌍
- In The Beginning - 리쌍
- 까불지마 - Drunken Tiger
- Running Man - Bobby Kim
- Symphony 3 - Drunken Tiger
- Climb High - Double K
- One - 45rpm
- Movement III - CB Mass
- Superstar (Behind The Scene) - Dynamic Duo
- 숨 - Dynamic Duo
- 동전 한 닢 리믹스 - Dynamic Duo
- Is It Love - As One
- Hiphop For Respect - Infinite Flow
- Holding On - Koonta & Nuoliunce
- 19th Step - P'Skool
- Be Free - I.F
- Slow Down - Buga Kingz
- Cloud 9 (The Movement) - Deegie
- 투루먼쇼 - TBNY
- First Step - Primary Score
- 떠버리 Part.2 - Leo Kekoa
- 기도 - 조규찬
- Movement 4 (꺼지지 않는 초심) - Bizzy
- 서러운 울음소리 - 드렁큰타이거
- 요람을 흔드는 손 - 마이노스 인 뉴올
- Fiesta - 길학미
- 흔한 사랑 - Bobby Kim
- Advice - Double K
- 이리로 - DJ DOC
- Take A Little Time - Jazzyfact
- 소리를 더 크게 - 가리온
- Advice 2 - Dok2 & Double K
- Night Movement - Deegie
- 믿지 않아 - 루드 페이퍼
- Unchangeable - P-Type
- 마부위침 - Buga Kingz
- Tomorrow Sucks - 데미캣
- 젊은 날의 초상화 - Vasco
- A Better Tomorrow - 일리네어 레코즈
- 스타 - Bobby Kim
- Praise The Lord - DJ Wreckx
- 다짐 - K-Coast Story (컴필레이션)
- 낡은 신발 - Deepflow
- Flashback - PingNPong (핑앤퐁)
- 420 (feat. Double K, Yankie, Dok2, Sean2Slow, Dumbfoundead, TopBob, MYK) - 에픽하이